# Kernita

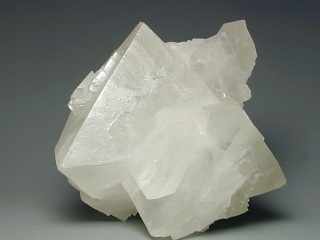
Kernita

Kernita,  também conhecido como rasorita é  mineral de hidróxido borato de sódio hidratado , cuja fórmula é Na2B4O6(OH)2•3H2O.

## Características dos cristais
| - Sistema cristalino: Monoclínico. - Hábito: Prismático, acicular, maciço ou granular. - Cor: Incolor, branco, cinza ou amarelo. - Brilho: Vítreo - Diafaneidade : Transparente a translúcido. | - Traço: Branco. - Clivagem; Perfeita - Fratura: Frágil - dureza: 2,5 – 3,0 - densidade: 1,9 g/cm3 |

## Ocorrência e associações mineralógicas
O Mineral foi descoberto em 1926 no Condado de Kern, Califórnia, USA, posteriormente nomeado em homenagem ao Condado. O Condado de Kern era a única fonte conhecida de kernita durante muitos anos. Atualmente são conhecidos também minas do mineral na Argentina, Espanha e Turquia.  Ocorre em depósitos sedimentares de regiões áridas de evaporita.

## Importância,  usos e aplicações
É usado para produzir o bórax, que pode ser usado em uma variededade de sabões